# Cyclamen pseudibericum
Espèce
Statut CITES
Cyclamen pseudibericum est une espèce de plantes à fleurs de la famille des Primulaceae endémique des monts Amanus et Anti-Taurus du sud de la Turquie, découverte en 1901. Elle n’a ensuite plus été revue jusqu’à sa redécouverte en 1957 par Oleg Polunin.
Ce cyclamen ressemble en plus grand à Cyclamen elegans. Les grandes fleurs d’un rose moyen à foncé possèdent une tache marron à la base et une gorge blanche. Elles répandent un agréable parfum de violette. La forme roseum plus vigoureuse, découverte dans le district de Dörtyol in 1966, a des fleurs rose clair à presque blanches.
Comme chez le cyclamen de Cos, les feuilles apparaissent en automne. Elles sont cordées, fortement dentées, de couleur vert foncé avec des marbrures grisâtres.
Cette espèce est moyennement rustique et doit être dès lors plantée en situation abritée ou en serre froide. Elle fleurit de janvier à mars.
Cyclamen ×schwarzii Grey-Wilson est un hybride fertile Cyclamen pseudibericum × Cyclamen libanoticum. Cet hybride peut se croiser en retour avec un des parents. Selon Grey-Wilson certains taxons appelés Cyclamen pseudibericum f. roseum seraient en fait des Cyclamen ×schwarzii.

## En culture
Cyclamen pseudibericum fleurit de janvier à mars. Il est modérément rustique et doit donc être planté de préférence dans un endroit abrité ou en serre froide.

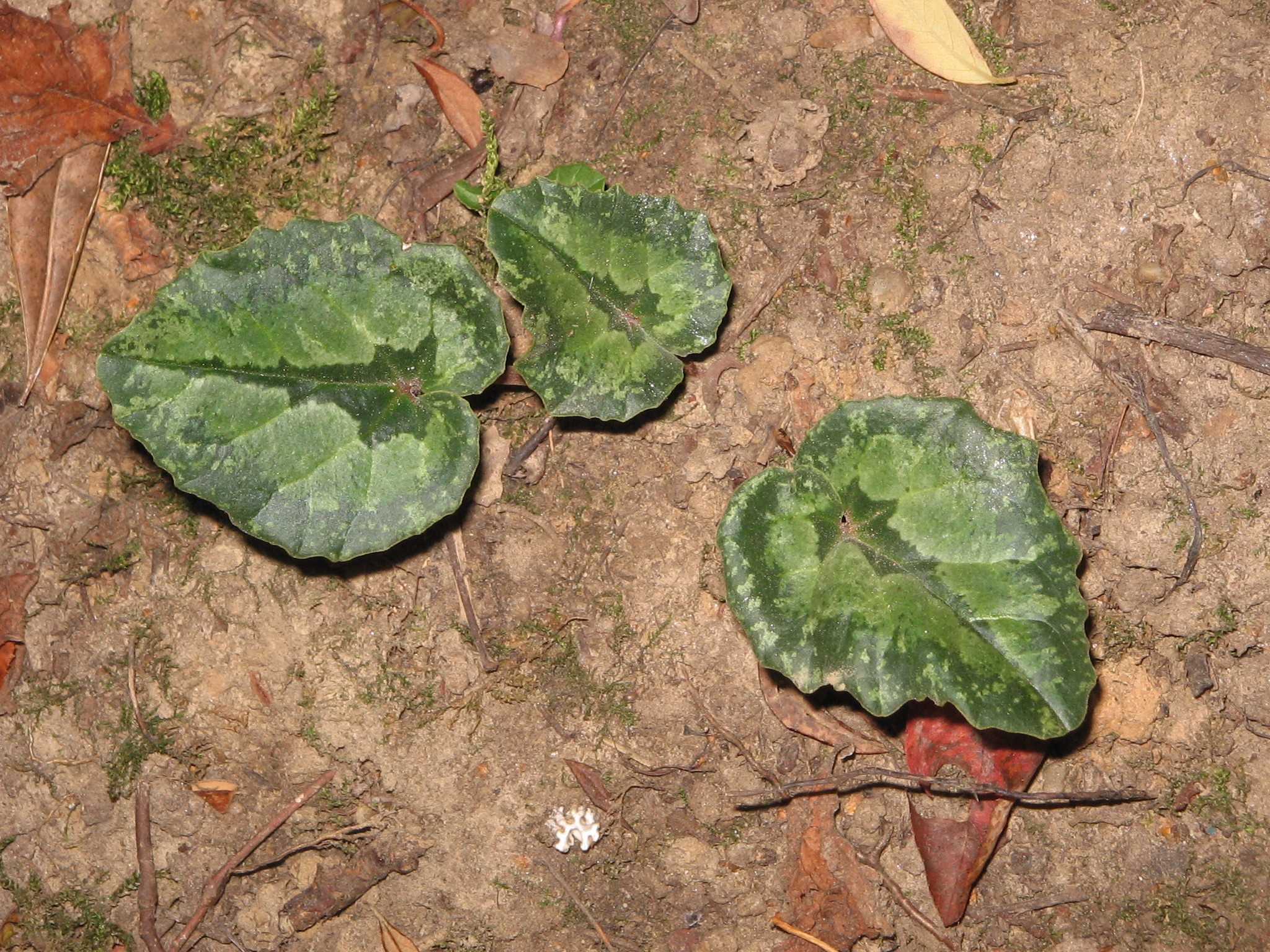
Jeunes feuilles en automne.
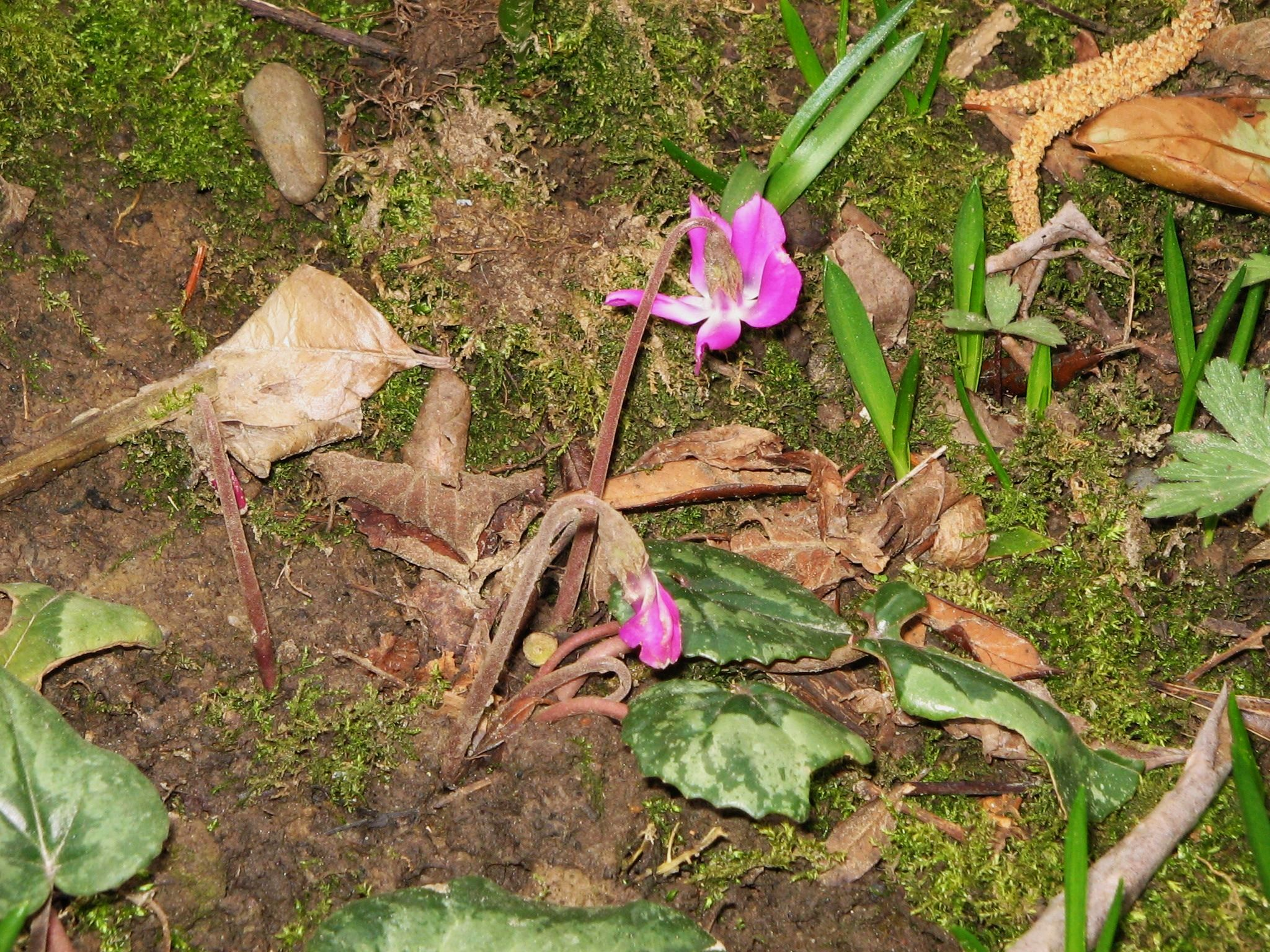
Éclosion des fleurs.
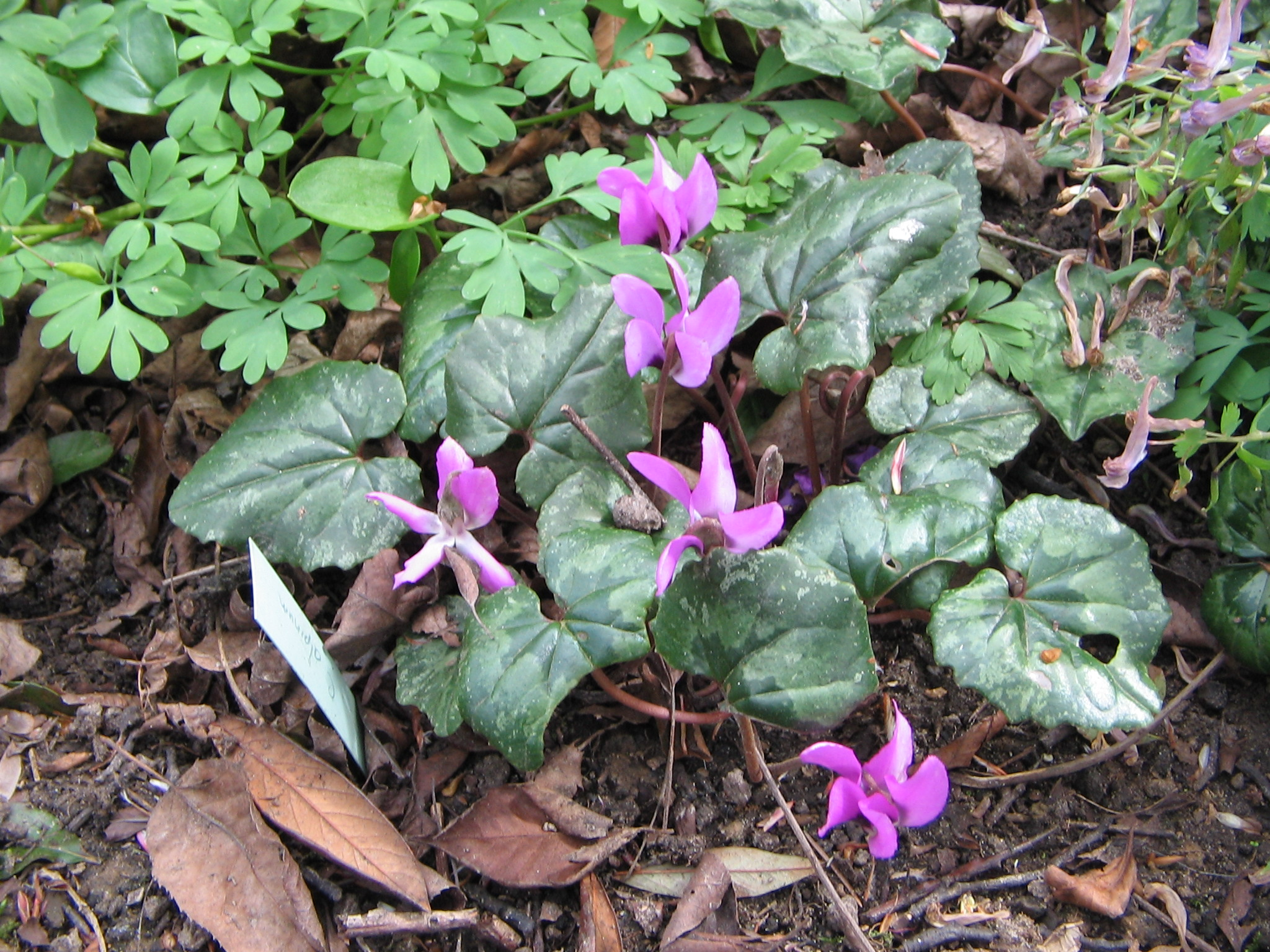
En fleur.
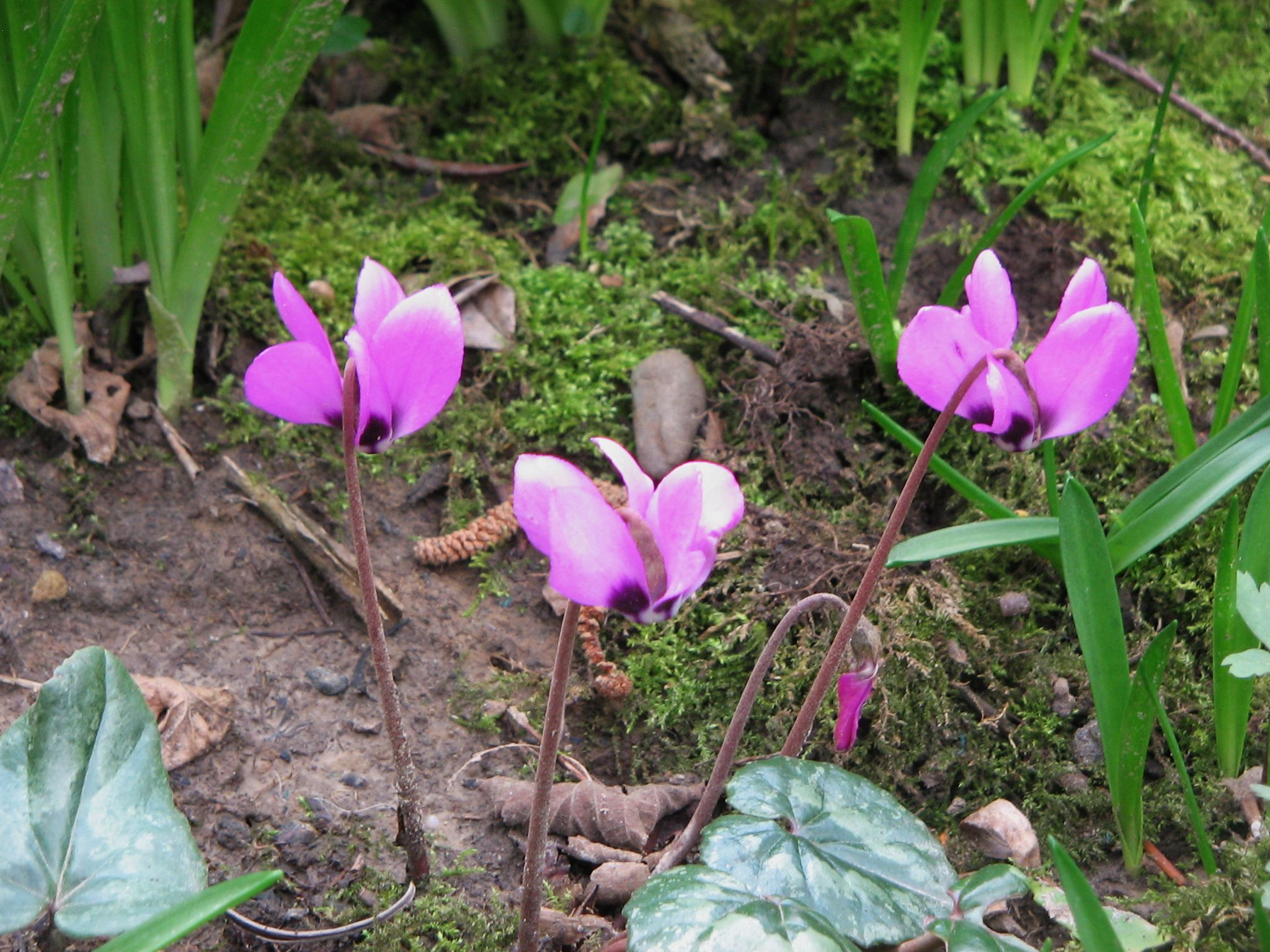
En fleur.
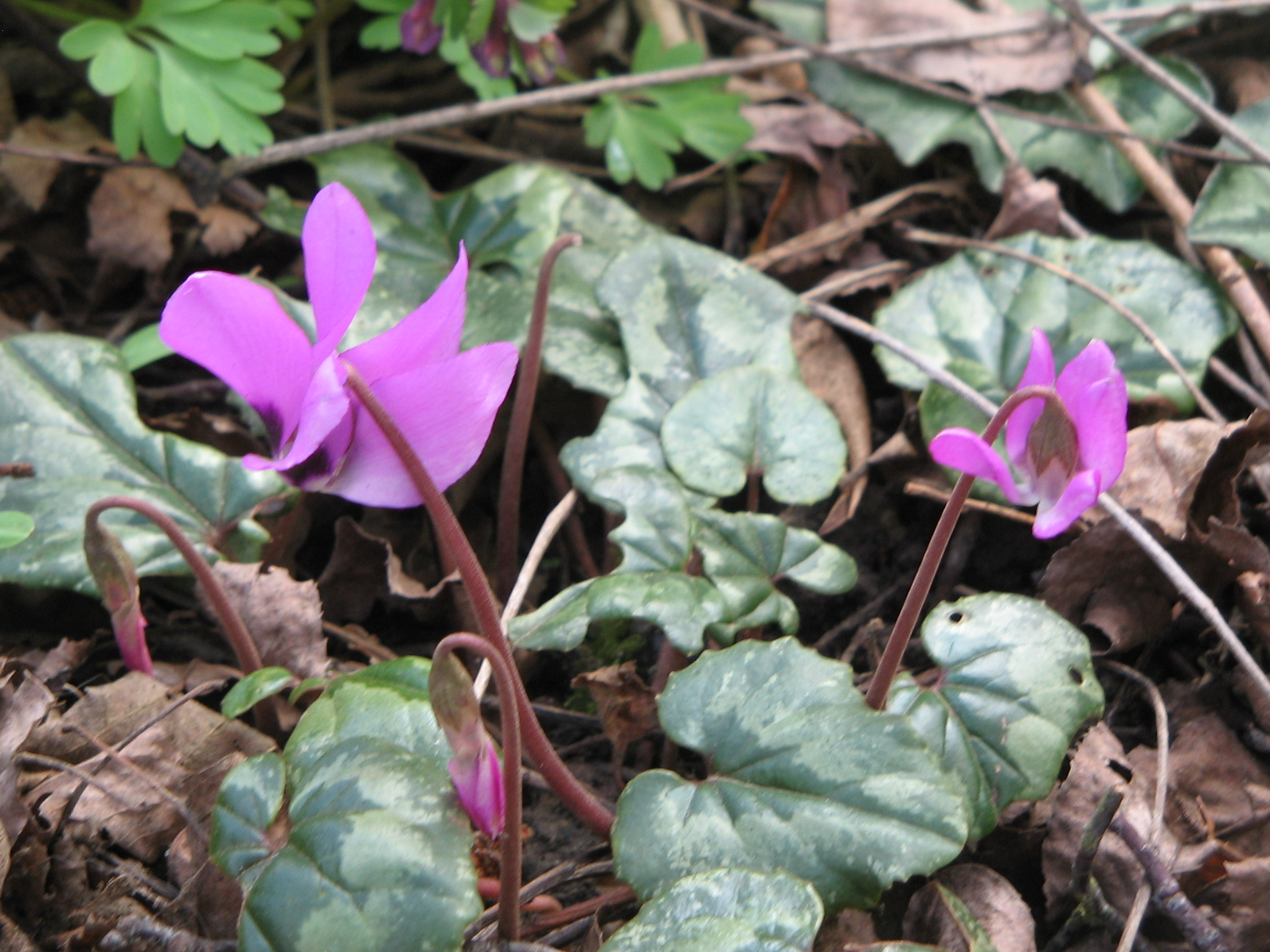
Les feuilles et les fleurs.
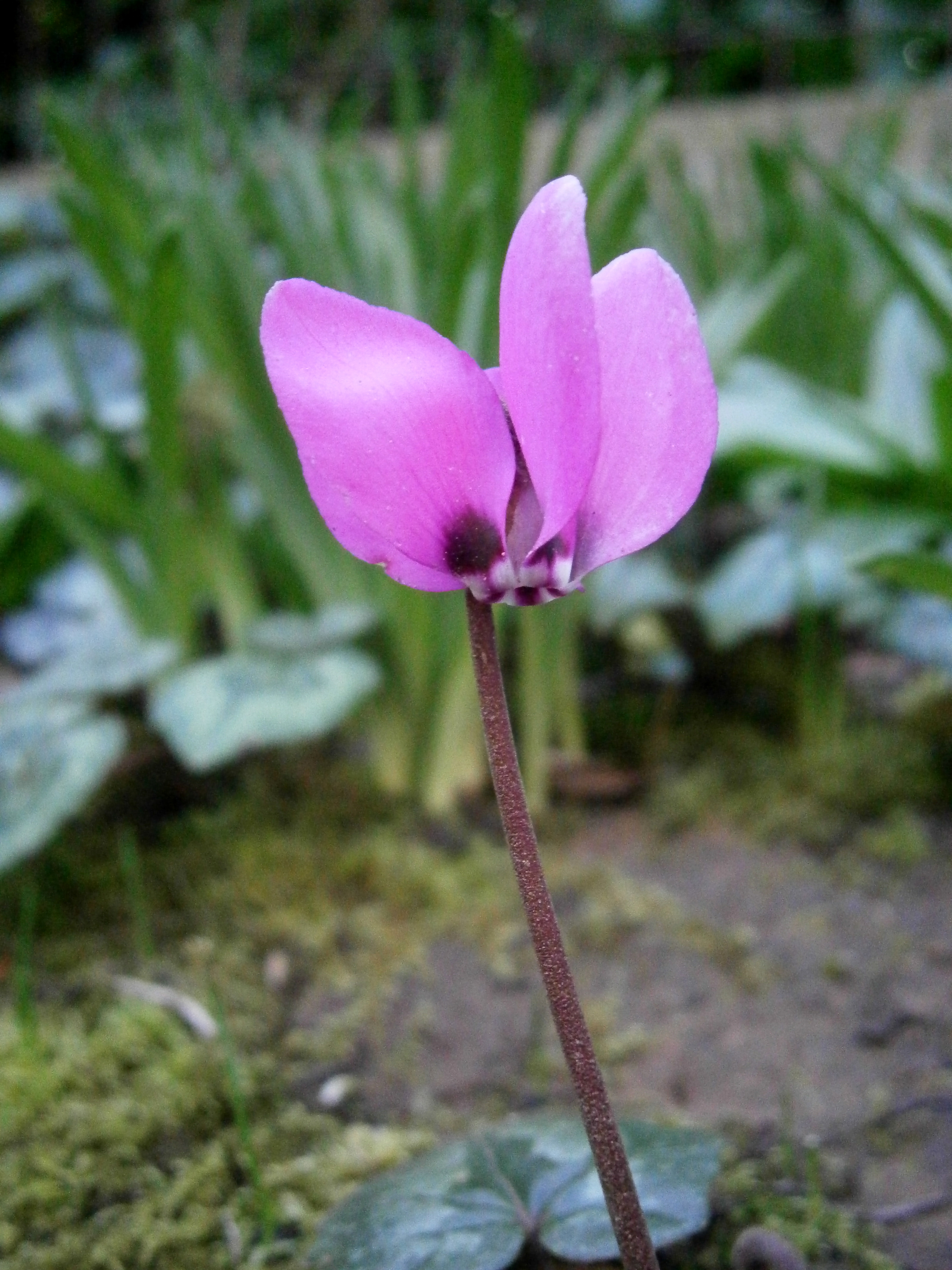
Gros plan de la fleur.
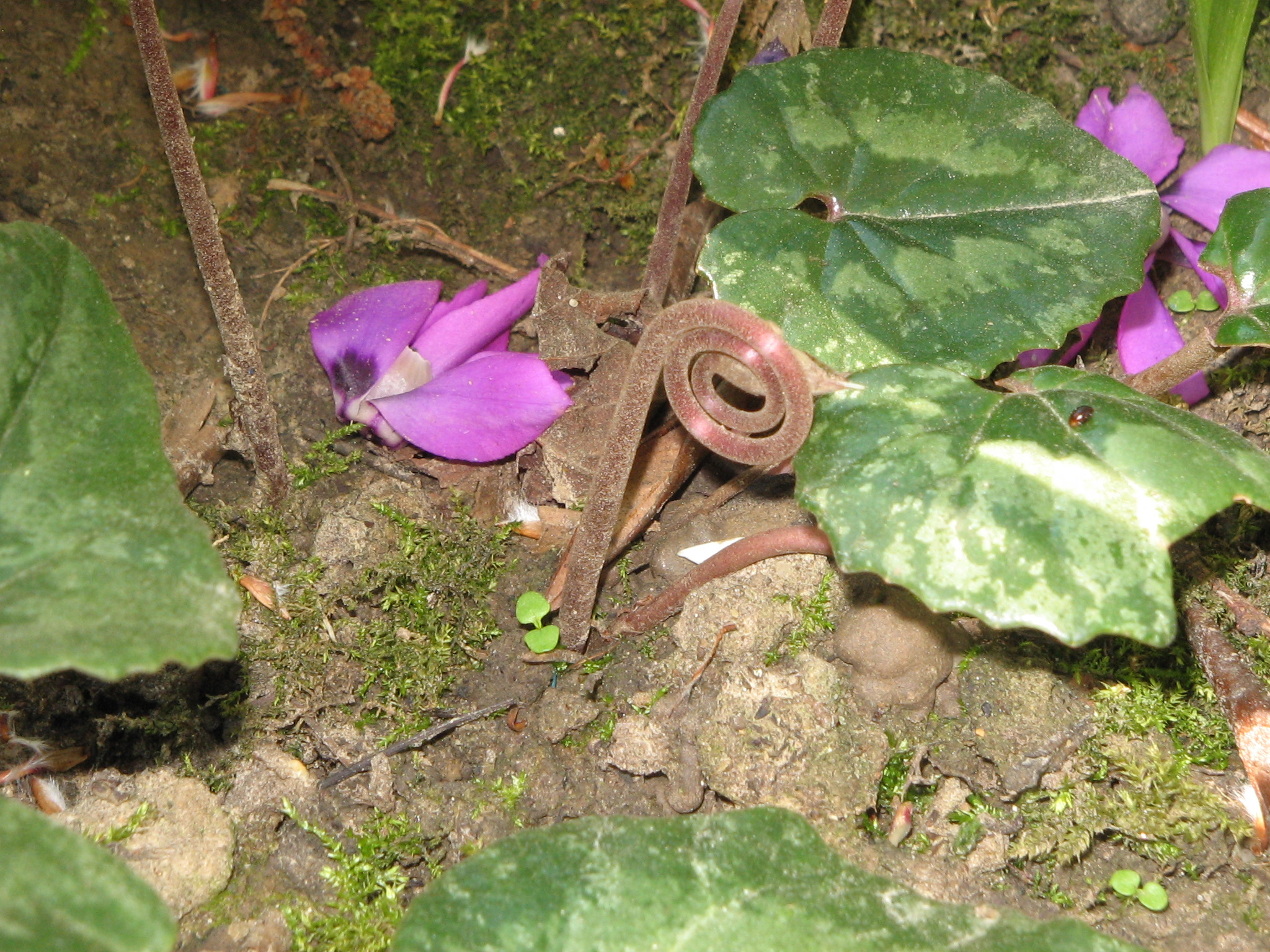
Après pollinisation.
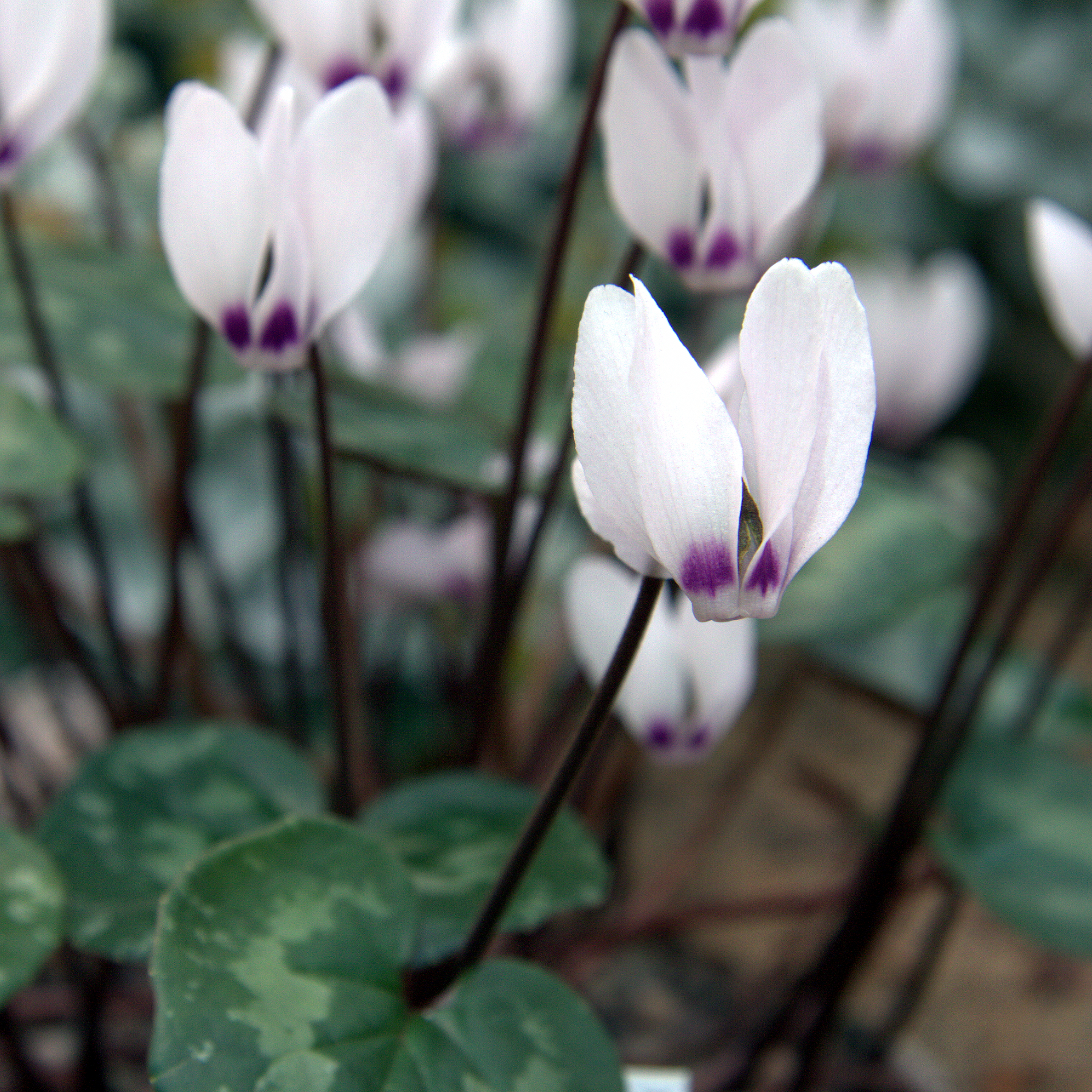
Cyclamen pseudibericum f. roseum au jardin botanique de Göteborg.

## Référence
1. ↑  Christopher Grey-Wilson. Cyclamen - A guide for gardeners, horticulturists and botanists, Timber Press, 1997 -  (ISBN 978-0713487602)